# Grand Prix de Pau 1963
Grand Prix de Pau 1963 je bila druga neprvenstvena dirka Formule 1 v sezoni 1963. Odvijala se je 15. aprila 1963 in je bila zadnja dirka Grand Prix de Pau pod pravili Formule 1.

## Dirka
| Poz | Dirkač                  | Moštvo                 | Konstruktor     | Čas/Odstop              | Št. m. |
| --- | ----------------------- | ---------------------- | --------------- | ----------------------- | ------ |
| 1   | Jim Clark               | Team Lotus             | Lotus-Climax    | 2.46:59.7               | 1      |
| 2   | Trevor Taylor           | Team Lotus             | Lotus-Climax    | + 0.1 s                 | 3      |
| 3   | Heinz Schiller          | Scuderia Filipinetti   | Porsche         | 95 krogov               | 10     |
| 4   | Carel Godin de Beaufort | Ecurie Maarsbergen     | Porsche         | 94 krogov               | 9      |
| 5   | Herbert Müller          | Scuderia Filipinetti   | Lotus-Climax    | 93 krogov               | 6      |
| 6   | André Pilette           | Tim Parnell            | Lotus-Climax    | 87 krogov               | 15     |
| 7   | André Wicky             | André Wicky            | Cooper-Climax   | 82 krogov               | 14     |
| Ods | Jo Bonnier              | Rob Walker Racing Team | Cooper-Climax   | Pog. gred               | 2      |
| Ods | Bob Anderson            | DW Racing Enterprises  | Lola-Climax     | Zavore                  | 11     |
| Ods | Jo Schlesser            | Inter-Autocourse       | Brabham-Ford    | Vžig                    | 8      |
| Ods | Tim Parnell             | Tim Parnell            | Lotus-Climax    | Motor                   | 12     |
| Ods | Jo Siffert              | Scuderia Filipinetti   | Lotus-BRM       | Zavore                  | 4      |
| Ods | Maurice Trintignant     | Rob Walker Racing Team | Lotus-Climax    | Menjalnik               | 5      |
| Ods | Bernard Collomb         | Bernard Collomb        | Lotus-Climax    | Rezervoar               | 13     |
| Ods | Tony Settember          | Team Scirocco-Powell   | Emeryson-Climax | Trčenje                 | 7      |
| WD  | Masten Gregory          | Scuderia Tomaso        | De Tomaso       | Nepripravljen dirkalnik | -      |
| WD  | Tony Settember          | Team Scirocco-Powell   | Scirocco-BRM    | Nepripravljen dirkalnik | -      |
| WD  | Heini Walter            | Scuderia Filipinetti   | Porsche         | Car not ready           | -      |